# 短额藻片蟹
短额藻片蟹（学名：Huenia brevifrons）为蜘蛛蟹科藻片蟹属的动物。分布于琉球、菲律宾、拉克代夫群岛以及中国大陆的西沙群岛（金银岛）等地，生活环境为海水，主要栖息于仙掌藻上。
头胸甲长宽略等(长6.4毫米，宽6.5毫米）。